# Ligue des champions de la CAF 2002
Navigation
Édition précédente Édition suivante
La Ligue des champions de la CAF 2002 est la 37e édition de la plus importante compétition africaine de clubs. Le club vainqueur de la compétition est désigné champion d'Afrique des clubs 2002. Il s'agit également de la sixième édition sous la dénomination Ligue des champions.
Cette édition voit la victoire du Zamalek SC d'Égypte qui bat en finale le Raja CA.

## Phase qualificative

### Tour préliminaire
| Équipe 1               | Résultat | Équipe 2                 | Aller | Retour | Tab   |
| ---------------------- | -------- | ------------------------ | ----- | ------ | ----- |
| SO Émyrne              | 4 - 1    | Olympique de Moka        | 2 - 0 | 2 - 1  | -     |
| CD Costa do Sol        | 5 - 0    | Prince Louis FC          | 4 - 0 | 1 - 0  | -     |
| Hintsa FC              | 1 - 4    | APR FC                   | 1 - 0 | 0 - 4  | -     |
| Red Star FC            | 0 - 4    | Simba SC                 | 0 - 1 | 0 - 3  | -     |
| Wallidan FC            | 4 - 1    | Horoya AC                | 3 - 0 | 1 - 1  | -     |
| Tourbillon FC          | 3 - 2    | Dynamic Togolais         | 3 - 2 | 0 - 0  | -     |
| Olympic Real de Bangui | 1 - 1    | Akonangui FC             | 1 - 0 | 0 - 1  | 6 - 7 |
| Mogoditshane Fighters  | 1 - 2    | Lesotho Defence Force FC | 0 - 1 | 1 - 1  | -     |
| Oserian Fastac         | 3 - 1    | Mebrat Hail              | 1 - 0 | 2 - 1  | -     |

### Premier tour
| Équipe 1           | Résultat | Équipe 2                 | Aller | Retour | Tab   |
| ------------------ | -------- | ------------------------ | ----- | ------ | ----- |
| Petro Atlético     | 1 - 1    | SO Émyrne                | 1 - 1 | -      | 1 - 3 |
| Highlanders FC     | 1 - 2    | CD Costa do Sol          | 1 - 0 | 0 - 2  | -     |
| ASEC Mimosas       | 8 - 2    | FC 105 Libreville        | 4 - 0 | 4 - 2  | -     |
| Enyimba FC         | 5 - 3    | EF Ouagadougou           | 4 - 0 | 1 - 3  | -     |
| Zamalek SC         | 6 - 0    | APR FC                   | 6 - 0 | 0 - 0  | -     |
| Nkana FC           | 4 - 3    | Simba SC                 | 4 - 0 | 0 - 3  | -     |
| Raja CA            | 5 - 2    | Wallidan FC              | 2 - 1 | 3 - 1  | -     |
| Coton Sport FC     | 1 - 2    | Étoile du Congo          | 0 - 1 | 1 - 1  | -     |
| ES Tunis           | 8 - 2    | Tourbillon FC            | 5 - 1 | 3 - 1  | -     |
| Al Madina          | 5 - 5E   | Akonangui FC             | 3 - 1 | 2 - 4  | -     |
| Hearts of Oak SC   | 2 - 4    | Stade malien             | 1 - 1 | 1 - 3  | -     |
| CR Belouizdad      | 1 - 2    | ASC Jeanne d'Arc         | 1 - 1 | 0 - 1  | -     |
| TP Mazembe         | 3 - 1    | Lesotho Defence Force FC | 2 - 0 | 1 - 1  | -     |
| Orlando Pirates FC | 4 - 1    | SS Saint-Louisienne      | 2 - 1 | 2 - 0  | -     |
| Al Ahly SC         | 2 - 1    | Oserian Fastac           | 2 - 1 | 0 - 0  | -     |
| Al Merreikh        | 4 - 3    | Villa SC                 | 2 - 1 | 2 - 2  | -     |

### Deuxième tour
| Équipe 1     | Résultat | Équipe 2           | Aller | Retour |
| ------------ | -------- | ------------------ | ----- | ------ |
| SO Émyrne    | 2 - 3    | CD Costa do Sol    | 2 - 1 | 0 - 2  |
| ASEC Mimosas | 5 - 4    | Enyimba FC         | 4 - 1 | 1 - 3  |
| Zamalek SC   | 3 - 1    | Nkana FC           | 2 - 0 | 1 - 1  |
| Raja CA      | 5 - 3    | Étoile du Congo    | 3 - 0 | 2 - 3  |
| ES Tunis     | 5 - 2    | Al Madina          | 4 - 0 | 1 - 2  |
| Stade malien | 1 - 5    | ASC Jeanne d'Arc   | 0 - 3 | 1 - 2  |
| TP Mazembe   | 4 - 2    | Orlando Pirates FC | 1 - 1 | 3 - 1  |
| Al Ahly SC   | 3 - 3E   | Al Merreikh        | 2 - 0 | 1 - 3  |

## Phase de groupes

### Groupe A
| Rang | Équipe           | Pts | J | G | N | P | Bp | Bc | Diff |  | Résultats (▼ dom., ► ext.) |     |     |     |     |
| ---- | ---------------- | --- | - | - | - | - | -- | -- | ---- |  | -------------------------- | --- | --- | --- | --- |
| 1    | Raja CA          | 13  | 6 | 4 | 1 | 1 | 10 | 8  | +2   |  | Raja CA                    |     | 1-0 | 2-1 | 2-1 |
| 2    | TP Mazembe       | 10  | 6 | 3 | 1 | 2 | 6  | 3  | +3   |  | TP Mazembe                 | 2-0 |     | 3-1 | 0-0 |
| 3    | ASC Jeanne d'Arc | 6   | 6 | 2 | 0 | 4 | 7  | 10 | -3   |  | ASC Jeanne d'Arc           | 1-2 | 0-1 |     | 2-1 |
| 4    | Al Ahly SC       | 5   | 6 | 1 | 2 | 3 | 7  | 9  | -2   |  | Al Ahly SC                 | 3-3 | 1-0 | 1-2 |     |

### Groupe B
| Rang | Équipe          | Pts | J | G | N | P | Bp | Bc | Diff |  | Résultats (▼ dom., ► ext.) |     |     |     |     |
| ---- | --------------- | --- | - | - | - | - | -- | -- | ---- |  | -------------------------- | --- | --- | --- | --- |
| 1    | Zamalek SC      | 13  | 6 | 4 | 1 | 1 | 10 | 3  | +7   |  | Zamalek SC                 |     | 3-1 | 1-0 | 3-0 |
| 2    | ASEC Mimosas    | 12  | 6 | 4 | 0 | 2 | 12 | 6  | +6   |  | ASEC Mimosas               | 1-0 |     | 3-1 | 5-0 |
| 3    | ES Tunis        | 10  | 6 | 3 | 1 | 2 | 9  | 6  | +3   |  | ES Tunis                   | 1-1 | 2-0 |     | 4-1 |
| 4    | CD Costa do Sol | 0   | 6 | 0 | 0 | 6 | 1  | 17 | -16  |  | CD Costa do Sol            | 0-2 | 0-2 | 0-1 |     |

## Phase finale

### Demi-finales
| Équipe 1     | Résultat | Équipe 2   | Aller | Retour |
| ------------ | -------- | ---------- | ----- | ------ |
| ASEC Mimosas | 2 - 4    | Raja CA    | 2 - 0 | 0 - 4  |
| TP Mazembe   | 1 - 3    | Zamalek SC | 1 - 1 | 0 - 2  |

### Finale
| Aller            | Raja CA | 0 - 0 | Zamalek SC | Stade Mohammed-V, Casablanca                  |                                               |
| 30 novembre 2002 |         |       |            | Spectateurs : 85 000 Arbitrage : Falla N'Doye | Spectateurs : 85 000 Arbitrage : Falla N'Doye |
| 30 novembre 2002 | Rapport |       |            | Spectateurs : 85 000 Arbitrage : Falla N'Doye | Spectateurs : 85 000 Arbitrage : Falla N'Doye |

| Retour           | Zamalek SC        | 1 - 0 | Raja CA | Stade international, Le Caire                         |                                                       |
| 13 décembre 2002 | Abdel Hamid 45+4e |       |         | Spectateurs : 67 310 Arbitrage : Abdel Hakim Shelmani | Spectateurs : 67 310 Arbitrage : Abdel Hakim Shelmani |
| 13 décembre 2002 | Rapport           |       |         | Spectateurs : 67 310 Arbitrage : Abdel Hakim Shelmani | Spectateurs : 67 310 Arbitrage : Abdel Hakim Shelmani |

## Vainqueur
| Ligue des champions de la CAF Vainqueur 2002 |
| -------------------------------------------- |
| Zamalek SC Cinquième titre                   |

## Meilleurs buteurs
| Rang | Joueur               | Club         | Buts |
| ---- | -------------------- | ------------ | ---- |
| 1    | Hicham Aboucherouane | Raja CA      | 7    |
| 1    | Ahmed Belal          | Al Ahly SC   | 7    |
| 1    | Antonin Koutouan     | ASEC Mimosas | 7    |
| 4    | Hossam Hassan        | Zamalek SC   | 6    |
| 4    | Nathalie Suivestin   | SO Émyrne    | 6    |
| 6    | François Endene      | Raja CA      | 5    |
| 6    | Mamadou Dansoko      | ASEC Mimosas | 5    |
| 6    | Bakari Koné          | ASEC Mimosas | 5    |
| 6    | Abdel-Halim Ali      | Zamalek SC   | 5    |